# Falkowa (wieś)
Falkowa – wieś w Polsce, położona w województwie małopolskim, w powiecie tarnowskim, w gminie Ciężkowice.
| SIMC    | Nazwa      | Rodzaj    |
| ------- | ---------- | --------- |
| 0815340 | Ćwierć     | część wsi |
| 0815357 | Dół        | część wsi |
| 0815363 | Góra       | część wsi |
| 0815370 | Jaskówka   | część wsi |
| 0815386 | Padoły     | część wsi |
| 0815392 | Przymiarki | część wsi |
| 0815400 | Za Dworem  | część wsi |
| 0815417 | Zagórze    | część wsi |

W latach 1975–1998 miejscowość administracyjnie należała do województwa tarnowskiego.
W XVII w. wieś należała do Wacława Przypkowskiego – działacza ariańskiego.